# Karl Brandt
Karl Brandt (Mülhausen, 8 gennaio 1904 – Landsberg am Lech, 2 giugno 1948) è stato un medico, generale e criminale di guerra tedesco delle Schutzstaffel, accompagnatore personale di Adolf Hitler e responsabile del programma nazista sull'eugenetica.

## Biografia

### Gioventù
Nato nel 1904 in Alsazia, a Mülhausen, quando il territorio era ancora tedesco, Brandt veniva da una famiglia di medici di grande distinzione, ma non proveniente dall'Alsazia. Incominciò gli studi nel 1924, presso l'Università di Jena, e nel 1928, all'età di 24 anni, divenne un medico il cui primo impiego fu come assistente all'ospedale di Borgnannehoil, dove rimase per due anni. Qui effettuò il suo tirocinio col grande chirurgo tedesco Ferdinand Sauerbruch e, ancor prima dei trent'anni, stava già emergendo come un chirurgo dotato e un'autorità sulle lesioni alla testa e alla colonna vertebrale.
Giovane medico quando si iscrisse al partito nazista nel 1932, pose nel partito le proprie speranze di recupero della regione dell'Alsazia, che nel frattempo era ritornata sotto dominio dei francesi (nel 1919). Un ruolo molto importante sulla formazione del suo pensiero lo ebbe un alsaziano come lui, il Premio Nobel per la pace Albert Schweitzer, al cui lavoro come missionario in Africa non poté però unirsi per motivi politici e militari (la regione che sarebbe diventata la sua destinazione era la regione di Lambaréné, nel Gabon occidentale; secondo le dichiarazioni dello stesso Brandt al processo dei medici di Norimberga, questo progetto fallì nel 1932 a causa della mancanza di approvazione da parte delle autorità francesi, poiché non aveva la cittadinanza francese e non aveva completato il servizio militare francese.). Nello stesso anno fu presentato a Hitler dalla sua fidanzata, la campionessa tedesca di nuoto Anni Rehborn.

### Dalle SS al duplice arresto
Si iscrisse sempre nello stesso anno anche alla Lega dei Medici Tedeschi Nazionalsocialisti (Nationalsozialistischer Deutscher Arztebund). Nel 1933 divenne un membro delle SA e nel 1934 divenne SS-Untersturmführer delle SS.
Ancora nel 1934, all'età di soli 29 anni, divenne il medico accompagnatore personale del Führer (il medico personale di Hitler fu Theodor Morell). La contrapposizione tra i due fu sempre abbastanza accesa. Mentre infatti il medico ufficiale di Hitler, Morell, era considerato un ciarlatano, Karl Brandt fu la figura scientifica e il medico tradizionale del Reich. Dal 1939 fu Commissario del Reich per la Sanità. Nel 1943 divenne tenente generale delle Waffen-SS, mentre nel 1944 Brandt venne nominato Commissario per la Sanità e la Salute del Reich (Reichskommissar fur Sanitates und Gesundheitswesen), raggiungendo così uno dei più alti ranghi nella macchina statale nazista.
Fu l'uomo scelto da Hitler come iniziatore del Programma T4 (l'uccisione dei disabili tedeschi) e come sua autorità medica suprema. Con queste autorità, fu coinvolto in ruoli di massima responsabilità nei tristemente famosi esperimenti "scientifici" su esseri umani, fra cui quello in cui egli stesso chiese al ReichsFührer, Heinrich Himmler, l'autorizzazione per effettuare le inoculazioni del virus dell'epatite epidemica in esseri umani. Insieme con Albert Speer, fu fra le persone più vicine al Führer.
Karl Brandt e Albert Speer non furono solo stretti amici, ma agirono anche per salvare l'uno la vita dell'altro. Nel 1944, Brandt fece ricorso ai suoi enormi poteri in quanto Commissario Generale dei Servizi Medici e alle sue amicizie per salvare Speer, già malato, dal tentativo di omicidio architettato da Himmler, il quale si sentiva profondamente disturbato nella sua opera di ottundimento mentale sul Führer, appunto, da Speer stesso (il quale era intanto diventato ministro per l'Armamento e la Produzione di guerra del Reich).
In seguito, il 16 aprile 1945, Brandt fu arrestato dalla Gestapo e condannato a morte, in quanto accusato di alto tradimento nei confronti del Führer, poiché, in vista della disfatta dell'esercito tedesco, aveva allontanato la propria famiglia da Berlino verso la linea del fronte americano, in modo da permettergli di arrendersi agli Alleati e di poter essere risparmiati sia dalle armate russe, sia dal suicidio di massa che i nazisti fedeli avevano in mente. Ma il 2 maggio fu rilasciato per ordine di Karl Dönitz. Infatti Speer, al quale aveva salvato la vita solo un anno prima, alla notizia dell'arresto dell'amico e collega, ebbe la premura di mobilitare varie persone per salvargli la vita.
Fortissima influenza sulla sua momentanea liberazione la ebbe Heinrich Himmler, il quale faceva da tempo parte, insieme con la stessa famiglia Brandt, della più ristretta cerchia intorno alla figura del Führer. Infatti Karl Brandt e sua moglie Anni entrarono a far parte della cerchia in assoluto più vicina a Hitler, a Berchtesgaden, dove Hitler fece costruire la sua residenza privata conosciuta come il Berghof, nella quale erano ammessi oltre lui, solo i suoi più stretti compagni e collaboratori, tra cui Eva Braun, appunto Heinrich Himmler, Albert Speer e sua moglie Margarete Speer, il dottor Theodor Morell, Martin Bormann, e pochi altri. La sua libertà in ogni caso non durò per molto. Infatti il 23 maggio 1945 fu infine arrestato dagli inglesi.

### Carriera
Karl Brandt dunque sin da giovane si approcciò pienamente al regime Nazionalsocialista che aveva in Hitler la figura ovviamente centrale. Brandt intraprese quello che molti pensano di definire un rapporto di figlio adottivo con lo stesso Führer. Dopo essere entrato nel corpo delle SS e delle SA, e diventato medico accompagnatore del Führer, ottenne una serie di incarichi e oneri sempre più fondamentali in quello che sfociò nell'attuazione del programma T4.
Verso la fine del 1938, alla Cancelleria del Führer pervenne una richiesta molto importante. Hitler ordinò a Brandt di recarsi alla clinica dell'Università di Lipsia dove un bambino di nome Knauer era stato ricoverato, in seguito alla richiesta da parte dei genitori dello stesso, con l'intenzione di potergli concedere una morte pietosa (Gnadentod, letteralmente la morte ricevuta per grazia), a causa delle sue condizioni. Nonostante la rapida mitologizzazione subita dalle condizioni di questo bambino, Brandt riferì l'immagine che il bambino fosse nato cieco e mancante di una gamba e di parte di un braccio, oltre che affetto da una forma di idiozia, non come invece riportò Hans Hefelmann, mancante di ben tre arti.
Il compito di Brandt fu dunque quello di accertare che le informazioni che vennero fornite dai genitori, fossero risultate corrette e coerenti con le condizioni del paziente, e per consultarsi con i medici locali.
Il medico con cui Brandt ebbe modo di parlare fu proprio Werner Catel, direttore della Clinica Pediatrica di Lipsia, che avrebbe assunto un ruolo fondamentale nel progetto.
Brandt ricevette prima della partenza l'ordine speciale da parte del Führer di autorizzare i medici a concedere l'eutanasia, se le condizioni del bambino fossero state davvero gravi come affermato dai genitori, garantendo una totale copertura da qualsiasi procedimento legale nel quale avrebbero potuto essere coinvolti. Era dunque Hitler a patrocinare totalmente tale iniziativa.
Tornato a Berlino dopo questa prima esperienza, Brandt fu autorizzato da Hitler, che non voleva essere identificato pubblicamente col progetto, a comportarsi secondo le prime direttive in tutti i casi simili che gli si sarebbero presentati. Con una lettera inviata direttamente dal Führer e indirizzata ai reggenti dell'operazione, quindi Brandt e Bouhler, verso metà ottobre 1939, e retrodatata successivamente il 1º settembre dello stesso anno in concomitanza con lo scoppio della seconda guerra mondiale, ebbe ufficialmente inizio il programma T4, in accordo con la deposizione lasciata dallo stesso Brandt.
Karl Brandt e Philip Bouhler (Capo della Cancelleria di Hitler), non erano inizialmente i vertici del programma, le cui redini erano state affidate a Leonardo Conti (subentrato dopo la morte di Gerhard Wagner), che in quanto ministro della Sanità e capo sanitario del Reich, era la persona più giusta per gestirlo, e Lammers.
Nel frattempo emerse anche Werner Heyde, il quale nelle veci di rappresentante di Brandt, diresse il programma, ed ebbe Paul Nitsche come assistente che infine lo sostituì.
Rappresentanti della burocrazia del programma invece insieme con Bouhler e Brandt, furono anche il dottor Herbert Linden, ministero della Sanità e il dottor Ernst Robert von Grawitz, comandante medico delle SS, i quali si diedero da fare nella scelta di medici per ruoli direttivi. I quattro sovraintendevano dunque alla selezione degli attuatori del programma, coloro che avevano il compito di uccidere faccia a faccia le proprie vittime, i quali venivano scelti secondo il criterio della fedeltà al regime, il riconoscimento di cui godevano nella loro professione, o la simpatia verso il programma stesso.
A queste prime riunioni Brandt fu introdotto col ruolo di direttore medico del progetto. In queste riunioni però non fu mai stesa, per poi essere approvata, una proposta di legge che rendesse il tutto ufficiale e legale, ma l'autorizzazione concessa ai due, Brandt e Bouhler, nel decreto di Hitler fu sempre considerata come equivalente a una legge.
Ma Brandt e Bouhler si mossero rapidamente per approntare i piani che avrebbero esteso il programma di eutanasia infantile anche alla popolazione adulta. Nel 1939, a luglio, convocarono un incontro al quale parteciparono Leonardo Conti e Werner Heyde, allo scopo di discutere della creazione di un registro nazionale di tutti gli ospedalizzati affetti da malattie mentali o fisiche.
Agli inizi del 1940, a Brandeburgo, ex carcere, si tenne la prima sperimentazione dell'utilizzo delle camere a gas. Si decise di effettuare un test comparativo, in modo da definire quale metodo fosse il migliore per l'eutanasia dei pazienti, tra l'iniezione letale o la morte per avvelenamento da monossido di carbonio. Fu in quest'occasione, che lo stesso Brandt chiese che venisse eseguito l'esperimento, e insieme con Leonardo Conti, ebbe a cura di eseguire personalmente la somministrazione delle iniezioni. Fu un gesto simbolico, probabilmente per ribadire l'importanza che il carattere medico fosse alla base di tutta l'operazione.
Infatti come ebbe modo di dire Brandt a esperimento compiuto, solo dei medici dovrebbero eseguire le gassificazioni. Inizialmente infatti, al primo suggerimento da parte di Heyde di utilizzare in alternativa alle iniezioni di narcotici, il monossido di carbonio, Brandt si oppose in quanto disse questa intera questione poteva essere considerata solo da un punto di vista medico, nella mia immaginazione medica il monossido di carbonio non aveva mai svolto una parte. Ma ebbe modo di potere cambiare idea quando gli venne in mente un'esperienza personale di avvelenamento da monossido nel quale perse conoscenza senza sentire nulla, e si rese conto che quello era la forma di morte più umana.
Quando i primi funzionari ecclesiastici incominciarono a opporsi apertamente al programma di eutanasia nazista, Brandt fu il primo a intrattenere un rapporto stretto e amichevole con uno tra i principali oppositori, il reverendo Fritz von Bodelschwingh. A quanto pare da una comunicazione radiofonica della BBC, nel quale lo stesso reverendo riferiva Non si può presentare il professore Brandt come un criminale, bensì piuttosto come un idealista”, Brandt ebbe un certo ruolo importante nel risparmiare i pazienti di Bodelschwingh. Dopo la morte del reverendo, addirittura il suo successore ne espose le opinioni in un affidavit a favore di Brandt, durante il processo di Norimberga, nel tentativo di salvarlo dalla pena di morte. Il reverendo infatti era fermamente convinto dell'impegno di Brandt nello sforzarsi più di altri a limitare l'applicazione del progetto a casi in cui una vita era completamente finita, e che egli fosse motivato non da brutalità, ma da un certo idealismo, intrinseco alla sua concezione di vita.
La propaganda nazista per inculcare l'idea dell'eutanasia nelle menti del popolo fu vasta e si attuò in molti campi, a partire dalla proiezione cinematografica. Diversi film furono girati dal 1935 in poi. Uno in particolare fra questi (Ich Klage an, in italiano Io accuso del 1941) fu unico per il fatto di trattare specificatamente dell'uccisione medica, anche se in toni specificatamente mistificati e romanzati, ed ebbe origine proprio da un suggerimento di Karl Brandt stesso, per convincere l'opinione pubblica tedesca ad accettare l'idea dell'eutanasia.
Intorno al 24 agosto del 1941, su direttiva del Führer, il quale ricevette il consiglio da Heinrich Himmler dopo l'attacco subito dal regime e dal programma da parte del vescovo Clemens von Galen, Brandt ebbe l'ordine verbale di dare un termine all'operazione T4, o almeno di temporeggiare. Ma ciò non fu che una manovra di mistificazione burocratica.
Il 28 luglio 1942, Brandt fu nominato Commissario generale del Führer per i servizi Medici e di Salute, e ottenne l'incarico sotto il diretto controllo di Hitler, di Plenipotenziario per la Salute e i Servizi Medici.

## Il processo
François Bayle, uno psicologo francese che lo intervistò ripetutamente al tempo del processo di Norimberga, lo descrisse così:
L'insistenza di Bayle sulla combinazione di intensa ambizione e di vulnerabilità a influenze esterne ben si accorda con lo straordinario attaccamento di Brandt a Hitler.
Fu processato dal 9 dicembre 1946 al 19 agosto 1947 con altri ventidue dottori al Palazzo di Giustizia di Norimberga (si veda: processo di Norimberga). Il processo è conosciuto agli atti con il titolo United States of America vs. Karl Brandt et al., ma è comunemente chiamato il Processo ai dottori. La Corte era composta dai seguenti giudici:
1. Presidente Walter B. Beals, Giudice Supremo della Corte suprema dello Stato di Washington;
2. Giudice Harold L. Sebring, Giudice della Corte suprema dello Stato della Florida;
3. Giudice Johnson Tal Crawford, Giudice del tribunale distrettuale di Ada (Oklahoma);
4. Giudice sostituto Victor C. Swearingen, Capo dell'Ufficio per i crimini di guerra presso il Pentagono.

Brandt, insieme con gli altri imputati di questo processo fu accusato di:
1) avere congiurato e essersi accordato illegalmente, intenzionalmente e consapevolmente per commettere, in base a un piano comune, crimini di guerra e crimini contro l'umanità come quelli definiti nella legge n. 10 del Comitato di controllo.
2-3) dal settembre del 1939 fino all'aprile 1945 tutti gli imputati sono accusati di essere mandanti, complici, istigatori, favoreggiatori, di aver dato il consenso e di essere implicati in progetti e imprese che prevedevano esperimenti medici senza il consenso dei soggetti da esperimento, commettendo nel corso di questi esperimenti omicidi, violenze, atrocità, torture, crudeltà e altre azioni disumane.
4) il quarto punto della denuncia accusa gli imputati di aver fatto parte di un'organizzazione che è stata riconosciuta come criminale dal Tribunale Militare Internazionale, in quanto appartenenti alle SS.

### Sentenza
Karl Brandt fu riconosciuto colpevole di crimini di guerra, crimini contro l'umanità e appartenenza a un'organizzazione dichiarata criminale dal Tribunale militare internazionale e condannato a morte tramite impiccagione (Sentenza del Tribunale militare americano n. 1 Norimberga, 20 agosto 1947).